# Guinea i olympiska sommarspelen 2016
Guinea deltog med fem deltagare vid de olympiska sommarspelen 2016 i Rio de Janeiro. Ingen av landets deltagare erövrade någon medalj.

## Friidrott
Key
- Notera– Placeringar avser endast det specifika heatet.
- Q = Tog sig vidare till nästa omgång
- q = Tog sig vidare till nästa omgång som den snabbaste förloraren eller, i fältgrenarna, genom placering utan att nå kvalgränsen
- NR = Nationellt rekord
- N/A = Omgången fanns inte i grenen
- Bye = Idrottaren behövde inte tävla i omgången

Bana och väg
| Mohamed Lamine Dansoko | Herrarnas 100 meter | 11,05 | 6 | Gick inte vidare | Gick inte vidare | Gick inte vidare | Gick inte vidare | Gick inte vidare | Gick inte vidare |
| Makoura Keita          | Damernas 100 meter  | 12,66 | 4 | Gick inte vidare | Gick inte vidare | Gick inte vidare | Gick inte vidare | Gick inte vidare | Gick inte vidare |

## Judo
| Idrottare         | Gren                           | Omgång 1               | Omgång 2             | Kvartsfinaler        | Semifinaler          | Återkval             | Final / BM           | Final / BM       |
| Idrottare         | Gren                           | Motståndare Resultat   | Motståndare Resultat | Motståndare Resultat | Motståndare Resultat | Motståndare Resultat | Motståndare Resultat | Placering        |
| ----------------- | ------------------------------ | ---------------------- | -------------------- | -------------------- | -------------------- | -------------------- | -------------------- | ---------------- |
| Mamadama Bangoura | Damernas halv mellanvikt −63kg | García (ECU) L 000–100 | Gick inte vidare     | Gick inte vidare     | Gick inte vidare     | Gick inte vidare     | Gick inte vidare     | Gick inte vidare |

## Simning
| Idrottare     | Gren                  | Heat  | Heat      | Semifinal        | Semifinal        | Final            | Final            |
| Idrottare     | Gren                  | Tid   | Placering | Tid              | Placering        | Tid              | Placering        |
| ------------- | --------------------- | ----- | --------- | ---------------- | ---------------- | ---------------- | ---------------- |
| Amadou Camara | Herrarnas 50 m frisim | 27,35 | 78        | Gick inte vidare | Gick inte vidare | Gick inte vidare | Gick inte vidare |
| Mariama Sow   | Damernas 50 m frisim  | 39,85 | 87        | Gick inte vidare | Gick inte vidare | Gick inte vidare | Gick inte vidare |